# Tako-hiki

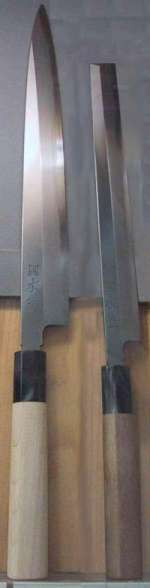
Yanagi-ba (po lewej) i tako-hiki (po prawej)

Tako-hiki (jap. 蛸引), yanagi-ba (jap. 柳刃 dosł. „wierzbowe ostrze”) i fugu-hiki (jap. ふぐ引き) – cienkie, długie noże używane w kuchni japońskiej i należące do grupy sashimi-bōchō (jap. 刺身包丁). Służą do przygotowywania sashimi (surowej ryby w plasterkach) i owoców morza.

## Charakterystyka
Podobnie jak w przypadku nakiri-bōchō, kształt noży z Tokio różni się nieco od tych z Osaki. W Osace yanagi-ba jest zakończony ostro, zaś w Tokio tako-hiki ma czubek o kształcie prostokątnym. Tako-hiki jest używany do przygotowywania potraw z ośmiornicy. Fugu-hiki jest bardzo podobny do yanagi-ba, lecz jego ostrze jest cieńsze i bardziej giętkie. Jak nazwa wskazuje, służy on do krojenia bardzo cienkich plastrów ryby fugu na sashimi.
Długość noża umożliwia filetowanie ryby średnich rozmiarów. Do oprawiania bardzo dużych ryb, takich jak tuńczyk służą specjalne, długie noże, na przykład niemal dwumetrowy  oroshi-hōchō lub nieco mniejszy hanchō-hōchō.